# Pałac Morskich w Lublinie
Pałac Morskich – pałac w Lublinie, umiejscowiony przy Krakowskim Przedmieściu 62, obecnie Krajowa Szkoła Sądownictwa i Prokuratury. Pochodzi z końca XVIII wieku. Budynek ów jest uznawany za prawdziwą perłę klasycyzmu.

## Historia
Obiekt wybudowany został w drugiej połowie XVIII wieku. Swą nazwę wywodzi od nazwiska pierwszych właścicieli - rodziny Morskich. Od 1898 swoją siedzibę miał tu Łódzki Bank Handlowy. Po 1917 przeniosła się do pałacu Resursa Kupiecka, która organizowała liczne bale na rzecz Lubelskiego Towarzystwa Dobroczynności. Po II wojnie światowej funkcjonował tu Wieczorowy Uniwersytet Marksizmu-Leninizmu i Wojewódzki Komitet Propagandy Partyjnej. W 1989 roku był siedzibą Komitetu Obywatelskiego „Solidarność”. Następnie (do 2009) mieścił się tu bank, potem Krajowa Szkoła Sądownictwa i Prokuratury, a obecnie poddawany jest gruntownemu remontowi.